# 小谷征勝
小谷征勝（こたに まさかつ）は、日本の速記者。V式速記の開発者。
中学時代に速記の学習を始める。1965年、速記士資格取得。1968年、高校生として独自の新方式、V式を発表。1969年、V式にて速記検定1級を取得。

## 著書
- 小谷征勝『V式でらくらく合格 速記入門』オーエス出版、1998年2月15日、207頁。ISBN 978-4871907989。
- 小谷征勝『増補・改訂版！ Ｖ式でらくらく合格　速記入門』インデックス・コミュニケーションズ、2011年3月26日。ISBN 978-4757306035。
- 小谷征勝『みんなの速記入門 V 式』大学教育出版、2012年3月10日。ISBN 978-4864290364。
- 小谷征勝『誤記・誤用 言葉に気づき倍速記』文芸社、2025年3月15日、200頁。ISBN 978-4286263328。